# 松田光世
松田 光世（まつだ みつよ、1961年 - ）は、日本のフリージャーナリスト。三重県出身。早稲田大学卒業。ペンネームとして「高瀬真実」の名も使用している。
2010年6月、菅直人の総理大臣就任に伴い、「菅総理の元公設秘書」の肩書きでニュース番組に出演。また、菅直人になりすましたTwitterの書き込みが現れた件について、自身のTwitterにおいて「調査の結果、『なりすまし菅直人』の大量発生は、自民党の代理店・電通の仕業と判明」と書き込みを行った。しかし、通常、外部から知ることのできないTwitterの書き込み主について、どのような調査を行い判明したのかについては触れていない。

## 略歴
- 1984年、日本経済新聞社に入社。政治部や経済部に在籍。
- 1994年、日本経済新聞社を退職。菅直人衆議院議員の政策担当秘書となる。
- 現在はフリージャーナリストとして活動。